# Новоголосіївська вулиця
Новоголосі́ївська вулиця — зникла вулиця Києва. Пролягала від Ягідної до Закарпатської вулиці. 

## Історія
Виникла до кінця 30-х років ХХ століття, ймовірно під такою ж назвою (як продовження Голосіївської, нині Закарпатської вулиці).
Приєднана до Закарпатської вулиці (у заключній її частині) на початку 1980-х років.